# Sharona Bakker
Sharona Bakker (IJmuiden, 12 april 1990) is een Nederlandse voormalige atlete, die zich had toegelegd op het hordelopen. Zij veroverde in deze discipline bij de A- en B-junioren in totaal vijf nationale titels.

## Loopbaan

### Eerste internationale optreden
Bakker nam in 2007 voor het eerst deel aan een internationaal kampioenschaptoernooi, de Europese Jeugd Olympische Dagen in Belgrado, waar zij op de 100 m horden de finale haalde. Twee jaar later was zij present op de Europese jeugdkampioenschappen in Novi Sad. Hier had zij de pech, dat zij reeds in haar serie van de 100 m horden door een hamstringblessure werd uitgeschakeld.
Haar eerste jaar bij de senioren, 2010, was een moeizaam overgangsjaar voor Sharona Bakker, met als beste resultaat een vijfde plaats op de 60 m horden tijdens de Nederlandse indoorkampioenschappen in Apeldoorn. Het volgende jaar ging het echter alweer een stuk beter, met eremetaal op beide NK's. Bovendien nam zij deel aan de Europese kampioenschappen voor atleten onder 23 jaar, waar zij overigens niet verder kwam dan de series.

### Eerste titel en WK indoor
In 2012 startte Bakker het seizoen bijzonder goed. Nadat zij eerder tijdens indoorwedstrijden in Gent haar PR op de 60 m horden van 8,41 s al had bijgesteld naar 8,15, kwam zij een week later tijdens de Internationales Hallenmeeting 2012 in het Duitse Chemnitz zelfs tot 8,08, precies voldoende om zich te kwalificeren voor de WK indoor in Istanboel in maart. Vervolgens veroverde zij in februari haar eerste nationale titel door op de 60 m horden naar 8,13 te snellen, waarmee zij de concurrentie ver voor bleef. Met deze titel werd Bakker de opvolgster van Femke van der Meij, haar oud-ploeggenote. Enkele weken later kwam zij ten slotte in de Turkse hoofdstad achter de Britse Tiffany Porter als tweede in 8,19 door haar serie heen, maar strandde in de halve finale als zesde, hoewel zij met haar tijd (8,18) één honderdste sneller was dan in haar serie en dezelfde tijd liet noteren als de nummers vijf en zeven.

### Tweede titel en EK
Het buitenseizoen startte Bakker met een overwinning op de 100 m horden tijdens de Flynth Recordwedstrijden in Hoorn. Haar winnende tijd van 13,14 was bovendien goed voor de dagprijs bij de vrouwen, de Flynth Bokaal. Vervolgens bleef zij ook bij de Gouden Spike in Leiden haar concurrentes met 13,24 ruim voor, waarna zij in juli, na haar eerdere indoortitel, nu ook haar eerste nationale titel op de 100 m horden veroverde. Met haar winnende tijd van 13,32 was zij, bij een tegenwind van bijna anderhalve meter per seconde, onder meer te sterk voor de winnares van 2011, Rosina Hodde, die nu tweede werd in 13,45.
Wat door haar successen op nationaal niveau aanvankelijk enigszins werd gemaskeerd was, dat haar prestaties gaandeweg het seizoen een opwaartse in plaats van een neergaande curve vertoonden. Dit had te maken met het feit, dat zij in toenemende mate last kreeg van opspelende achillespezen. Hierdoor ging het hordelopen niet meer zoals Bakker wilde. Dit kwam pas goed tot uiting tijdens de Europese kampioenschappen in Helsinki, waar zij op de 100 m horden er al direct in de series uit lag met een zesde plaats in 13,59. Het was voor Bakker het ultieme signaal, dat zij gas diende terug te nemen en er nu eerst voor moest zorgen, dat zij verlost werd van dit lichamelijke malheur.

### Afscheid met nationale titel
Na het afronden van haar ALO-opleiding in Amsterdam concentreerde Bakker zich volledig op haar atletiekcarrière. Blessures aan haar achillespezen bleven haar echter achtervolgen, waardoor zij na operaties steeds lange revalidatiepauzes moest inlassen. Hoewel zij daar in 2021 weinig last van had, bleef zij dat jaar met haar prestaties toch uit de buurt van de olympische limiet van 12,84, de kwalificatie-eis voor deelname aan de Olympische Spelen in Tokio. Haar PR stond al sinds 2014 op 12,85, dus het leek haar een lastige opgave om hieronder te duiken. Met een derde titel op de 100 m horden op de NK van 2021, zeven jaar na haar vorige titel op dit onderdeel, nam Bakker derhalve afscheid van de wedstrijdatletiek.

### Clubs
Bakker was vanaf haar negende jaar tot 2010 lid van de Velser atletiekvereniging AV Suomi, waar zij jarenlang de trainingspartner was van meervoudig hordenkampioene Femke van der Meij, maar stapte in 2010 over naar de Purmerendse vereniging AV NEA-Volharding, waar zij sindsdien deel uitmaakte van de speciale hordenselectie, die onder leiding stond van oud-atleet Purcy Marte.  

## Nederlandse kampioenschappen
Outdoor
| Onderdeel    | Jaar             |
| ------------ | ---------------- |
| 100 m horden | 2012, 2014, 2021 |

Indoor
| Onderdeel   | Jaar       |
| ----------- | ---------- |
| 60 m horden | 2012, 2013 |

## Persoonlijke records
Outdoor
| Onderdeel    | Prestatie          | Datum            | Plaats |
| ------------ | ------------------ | ---------------- | ------ |
| 100 m horden | 12,85 s (+0,0 m/s) | 12 augustus 2014 | Zürich |

Indoor
| Onderdeel   | Prestatie | Datum            | Plaats    |
| ----------- | --------- | ---------------- | --------- |
| 60 m        | 7,64 s    | 22 januari 2012  | Amsterdam |
| 60 m horden | 8,03 s    | 12 februari 2012 | Karlsruhe |

## Palmares

### 60 m horden
- 2008:  NK indoor – 8,62 s
- 2009: 7e NK indoor – 8,77 s
- 2010: 5e NK indoor – 8,73 s
- 2011:  NK indoor – 8,41 s
- 2012:  NK indoor – 8,13 s
- 2012: 6e in ½ fin. WK indoor – 8,18 s
- 2013:  NK indoor – 8,11 s
- 2013: 5e in ½ fin. EK indoor – 8,05 s
- 2017:  NK indoor – 8,10 s
- 2017: 5e in ½ fin. EK indoor – 8,20 s (in serie 8,13 s)

### 100 m horden
- 2007: 5e NK – 14,29 s
- 2007: 8e EJOD – 14,12 s
- 2008: DNF NK
- 2009: DNF EJK
- 2010: DQ NK
- 2011: 5e in serie EK U23 – 13,88 s
- 2011:  NK – 13,63 s
- 2012:  Flynth Recordwedstrijden te Hoorn - 13,14 s
- 2012:  Gouden Spike - 13,24 s
- 2012:  NK - 13,32 s
- 2012: 6e in serie EK - 13,59 s
- 2014:  Ter Specke Bokaal te Lisse - 13,06 s
- 2014: 4e FBK Games - 12,98 s
- 2014:  NK - 13,07 s
- 2014: 4e in ½ fin. EK - 13,02 s (in serie 12,85 s)
- 2016:  NK - 13,25 s (+3,5 m/s)
- 2017: 6e FBK Games - 13,17 s (-0,7 m/s)
- 2020:  NK - 13,24 s (+0,9 m/s)
- 2021:  Ter Specke Bokaal - 13,40 s (+0,0 m/s)
- 2021:  NK - 13,13 s (+0,0 m/s)